# It Might Be You
«It Might Be You» — песня, музыку к которой написал Дейв Грусин, а слова — Алан и Мэрилин Бергман. Её исполнил певец Стивен Бишоп в фильме 1982 года «Тутси» с Дастином Хоффманом и Джессикой Лэнг в главных ролях. Она была номинирована на премию «Оскар» за лучшую оригинальную песню в 1983 году.
Запись Бишопа достигла 25-й строчки в чарте Billboard Hot 100 7 мая 1983 года и провела восемь недель в топ-40. Он также провёл две недели на первом месте в американском чарте Adult Contemporary в апреле того же года.

## Чарты
| Чарт (1983)                        | Высшая позиция |
| ---------------------------------- | -------------- |
| Великобритания (UK Singles Chart)  | 99             |
| Ирландия (IRMA)                    | 19             |
| Канада (RPM Top Singles)           | 16             |
| Канада (RPM Adult Contemporary)    | 1              |
| Новая Зеландия (Recorded Music NZ) | 29             |
| США (Billboard Hot 100)            | 25             |
| США (Billboard Adult Contemporary) | 1              |